# Ajax (Sophocle)
Pour les articles homonymes, voir Ajax.
Ajax (en grec ancien Αἴας / Aías) est une tragédie grecque de Sophocle dont la date de création n'est pas connue. Par déductions, la plupart des spécialistes s'accordent pour en faire une des œuvres initiales de son auteur, jouée pour la première fois entre 450 et 440 av. J.-C. et plus probablement au printemps 445 av. J.-C.. Dans cette pièce, Sophocle raconte les circonstances qui ont conduit à la mort d'Ajax, chef des Salaminiens. L'action se passe devant les remparts de la cité de Troie assiégée par les Grecs.

## Genèse et histoire
À la création de la pièce, Athènes est en guerre contre Sparte. Sophocle crée la pièce en s'inspirant du passé pour fonder une morale à la paix[pas clair] ou du moins à une trêve.
L'histoire de l’Iliade repose sur la colère d'Achille, une colère qui d'humaine devient divine. Elle est révolte et s'attaque au passé, elle veut tout balayer des anciens souvenirs, des anciennes civilisations et va chercher à éradiquer même dans le présent tout ce qui pourrait représenter son avenir. Mais Achille après avoir tué Hector, fils de Priam, se laisse faiblir par Priam et les dieux. Le corps d'Hector ne se décompose pas et il faut qu'Achille accepte sa faiblesse et rende le corps à Priam pour que la vie revienne à son cours. En acceptant de rendre le corps, il accepte de mourir, ce qui advient.
Sophocle extrait de ce contexte les différentes colères des Achéens pour s'intéresser à celle d'Ajax.

## Résumé

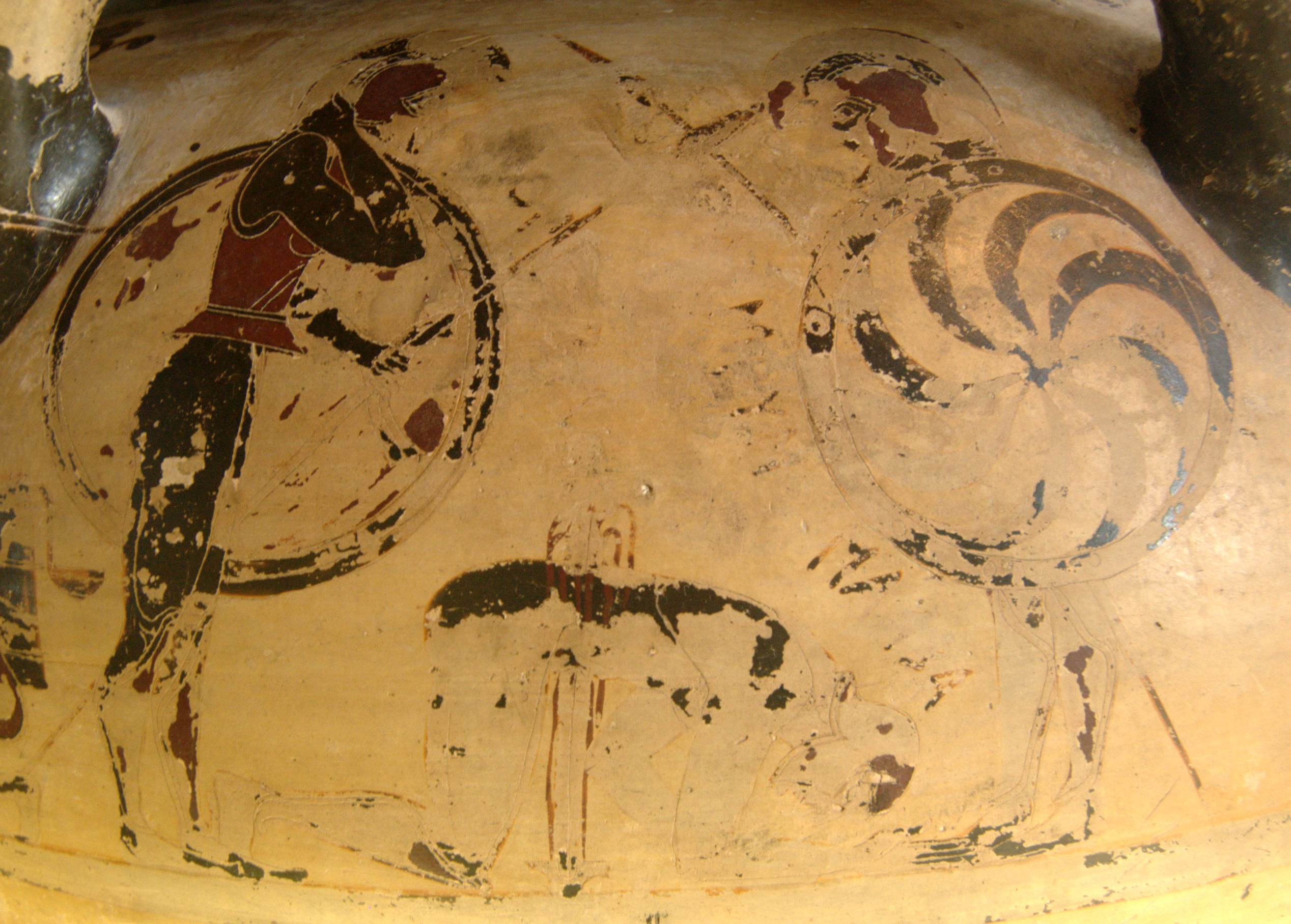
Le suicide d'Ajax. Cratère Eurytios, Musée du Louvre.

### Argument
Le héros Achille est mort. Les deux Atrides, Agamemnon et Ménélas, chefs des armées grecques, remettent les armes du défunt Achille à Ulysse. Ajax convoitait les armes qui devaient lui revenir en tant qu'ami d'Achille. La pièce s'ouvre sur la colère d'Ajax. Aveuglé par Athéna, il massacre les bêtes (bœufs, moutons…) des armées grecques les prenant pour les compagnons d'Ulysse et les deux Atrides. Ajax, revenu à la raison, ne peut accepter le déshonneur de son crime.
Ajax, honteux de son acte qui rejaillit sur la réputation de sa famille, décide de se racheter par son suicide. Sa compagne, Tecmesse, tente de le dissuader. Ajax semble y consentir et se retire sur une île. Teucros, frère d'Ajax, débarque alors dans la maison du chef des Salaminiens : il recherche Ajax. Il a appris par un oracle que s'il restait cloîtré chez lui, les dieux ne seraient plus en colère et son crime pardonné. Cependant Ajax isolé se donne la mort avec l'épée arrachée au Troyen Hector.
La pièce s'achève par la découverte d'Ajax mort et la dispute entre Teucros et Agamemnon. Le roi Atride refuse qu'on donne une sépulture au chef des Salaminiens ; Teucros, au contraire, veut honorer son frère. Ulysse intervient alors : malgré les disputes qu'il avait eues avec Ajax, il conseille à Agamemnon de laisser Teucros rendre les derniers hommages au défunt.

### Éditions
- Consulter la liste des éditions de cette œuvre .